# NGC 42

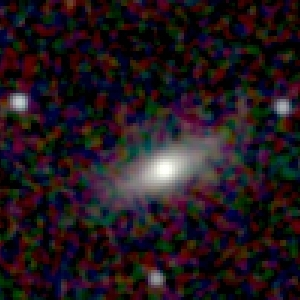
NGC 42 par 2MASS (proche-infrarouge)

NGC 42 est une galaxie lenticulaire située dans la constellation de Pégase. NGC 42 a été découverte par l'astronome allemand Albert Marth en 1864.

## Caractéristiques
Sa vitesse par rapport au fond diffus cosmologique est de 5 635 ± 43 km/s, ce qui correspond à une distance de Hubble de 83,1 ± 5,9 Mpc (∼271 millions d'al).